# Joiselle
Joiselle är en kommun i departementet Marne i regionen Grand Est (tidigare regionen Champagne-Ardenne) i nordöstra Frankrike. Kommunen ligger i kantonen Esternay som tillhör arrondissementet Épernay. År 2022 hade Joiselle 107 invånare.

## Befolkningsutveckling
Antalet invånare i kommunen Joiselle
| Referens: INSEE |